# 멜리아 크레일링
멜리아 크라일링(Melia Kreiling)은 배우이다.

## 출연 작품

### 영화
- 올드 온 미 (2011)
- 가디언즈 오브 갤럭시 (2014)
- 써스펜션 (2015)